# 大囊松果菌
大囊松果菌，或稱冠囊毬果菇，分布於台灣、日本、中國、歐洲，屬小皮傘科一種，色通常為白褐色。另外，該種野菇也是常見木棲腐生的小型菇類，大多生長在針葉樹掉落的毬果上，可供食用。